# Chota Nagpur-højsletten
Chota Nagpur er en højslette i det østlige Indien som dækker en stor del af delstaten Jharkhand foruden tilstødende områder i Orissa, Bihar og Chhattisgarh. Sletterne ved Ganges ligger nord og øst for Chota Nagpur, og Mahanadi-flodbækkenet ligger mod syd.
Højsletten består af gamle klipper fra prækambrium. Der er aflejringer af kul. Området består egentlig af tre mindre højsletter og er på omkring 65.000 km².
Det meste af området er dækket af skov med dominans af sal-træ ("Tørre skove i Chota Nagpur"-økoregionen). Højsletten er et af de få tilbageværende tilholdssteder i Indien for tigre og indiske elefanter.
23°N 85°Ø / 23°N 85°Ø